# GoExcellent
GoExcellent AB er en callcentervirksomhed i Nordeuropa med hovedsæde i Sverige. Selskabet har mere end 3.000 ansatte i seks lande: Sverige, Finland, Norge, Danmark, Belgien og Holland. Omsætningen er omtrent 95 millioner euro.
Med omkring 20 millioner kundekontakter pr. år, og virksomhedsdrift på 13 lokaliteter, hører GoExcellent til en af Nordens største arbejdsgivere for unge under 26 år. Flere steder hører GoExcellent blandt de største private arbejdsgivere. Blandt kunderne er Canal Digital, DNA Finland, Fortum, Storstockholms lokaltrafik, Gigantti, PlusTV, og Telia.
Hovedsædet ligger i Solna udenfor Stockholm og GoExcellent har callcenter i blandt andet Kalmar, Piteå, Östersund, København, Oslo og Helsingfors, alle med ca. 200-300 arbejdspladser. GoExcellent er ligeledes etablerede i Belgien og Holland, primært som bemandingsselskab.
Arne Weinz, en selskabets hovedaktionærer, var med til at grundlægge selskabet Datasvar i 1991, og betragtes som en pioner i callcenterbranchen.

## Historik
Selskabet blev grundlagt 2000 som Excellent AB af Arne Weinz, Patrik Winqvist og Johan Holm. Efter at have vokset organisk og gennem diverse erhvervelser fusionerede man 2006 med Tradimus AB (dokumentscanning, logistik etc.). Efter endnu en sammenlægning med Personec i 2007 dannedes Aditro Group AB med Nordic Capital  som ejer. Aditro tilbød outsourcingtjenester indenfor økonomi, HR, dokumenthåndtering, logistik og kundeservice. Det viste sig dog at være svært, at sælge løsninger over forretningsområderne og de beregnede synergieffekter udeblev. I 2009 valgte man at separere kundeservicevirksomheden i den nu fritstående virksomhed GoExcellent AB.

## Eksterne links
- www.goexcellent.dk Arkiveret 13. juni 2019 hos  Wayback Machine